# 戈爾米 (馬耳他)
戈爾米是馬耳他的市镇，位於馬耳他島中部，首都瓦萊塔西南面。市镇面積为5平方公里，2023年人口数量为24,282人。受地中海氣候影響，是該國重要的貿易和工業中心。

## 外部連結
- 官方网站  （马耳他文） （英文）